# Elisuperficie
L'elisuperficie è un'aviosuperficie destinata all'uso esclusivo degli elicotteri, che non sia un eliporto. La dimensione minima dell'area di approdo e decollo deve essere almeno una volta e mezzo la distanza compresa fra i punti estremi dell'elicottero con i rotori in moto.

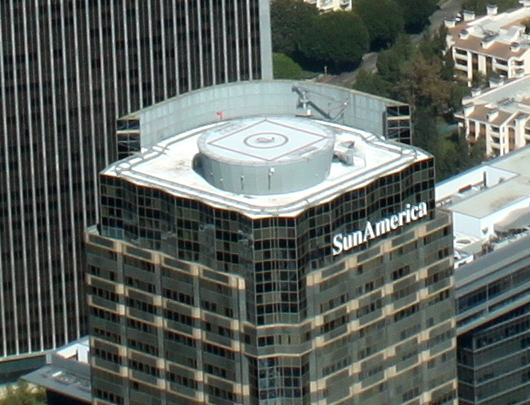
Un'elisuperficie sul tetto di un grattacielo a Los Angeles

L'Ente Nazionale per l'Aviazione Civile (ENAC) ha contato in Italia 229 elisuperfici, di cui 66 svolgono elisoccorso sanitario. Per «elisuperficie in elevazione» si intende una elisuperficie posta su una struttura avente elevazione di tre metri o più rispetto al livello della superficie. È invece definita "elisuperficie occasionale" qualunque area di dimensioni idonee a permettere, a giudizio del pilota, operazioni occasionali di decollo e atterraggio.

## Utilizzi
Qualche grattacielo ha sul proprio tetto una piazzola d'atterraggio o elisuperficie per provvedere alle necessità di trasporto di manager o clienti. L'U.S. Bank Tower di Los Angeles ne è un esempio. Le piazzole di atterraggio sono comuni negli ospedali dove vengono utilizzati per facilitare il trasporto con l'eliambulanza dei pazienti ai reparti di pronto soccorso o per accettare pazienti provenienti da aree lontane senza ricettività ospedaliera. Nei dintorni delle aree urbane le elisuperfici sono situate sui tetti degli ospedali. Grandi navi e piattaforme petrolifere hanno elisuperfici come helicopter deck o helideck.

## Costruzione
Sull'elisuperfice in cemento si trova un'indicazione letterale "H" che sta appunto per Helicopter, oltre a indicazioni alfanumeriche, rappresentanti limiti di peso e dimensioni massime di rotore accettate, secondo prescrizioni FAA, ICAO, TC o IATA. Un'elisuperficie può essere anche fatta di ghiaccio o terreno (erba o incolto) in condizioni estreme. L'elisuperficie più alta in quota è in India, sul Siachen a 6.400m s.l.m.

## Galleria d'immagini

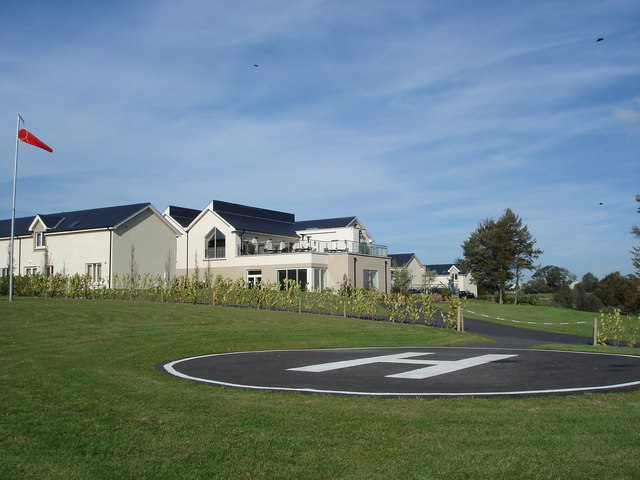
Elisupeficie in un resort di Blessington, in Irlanda
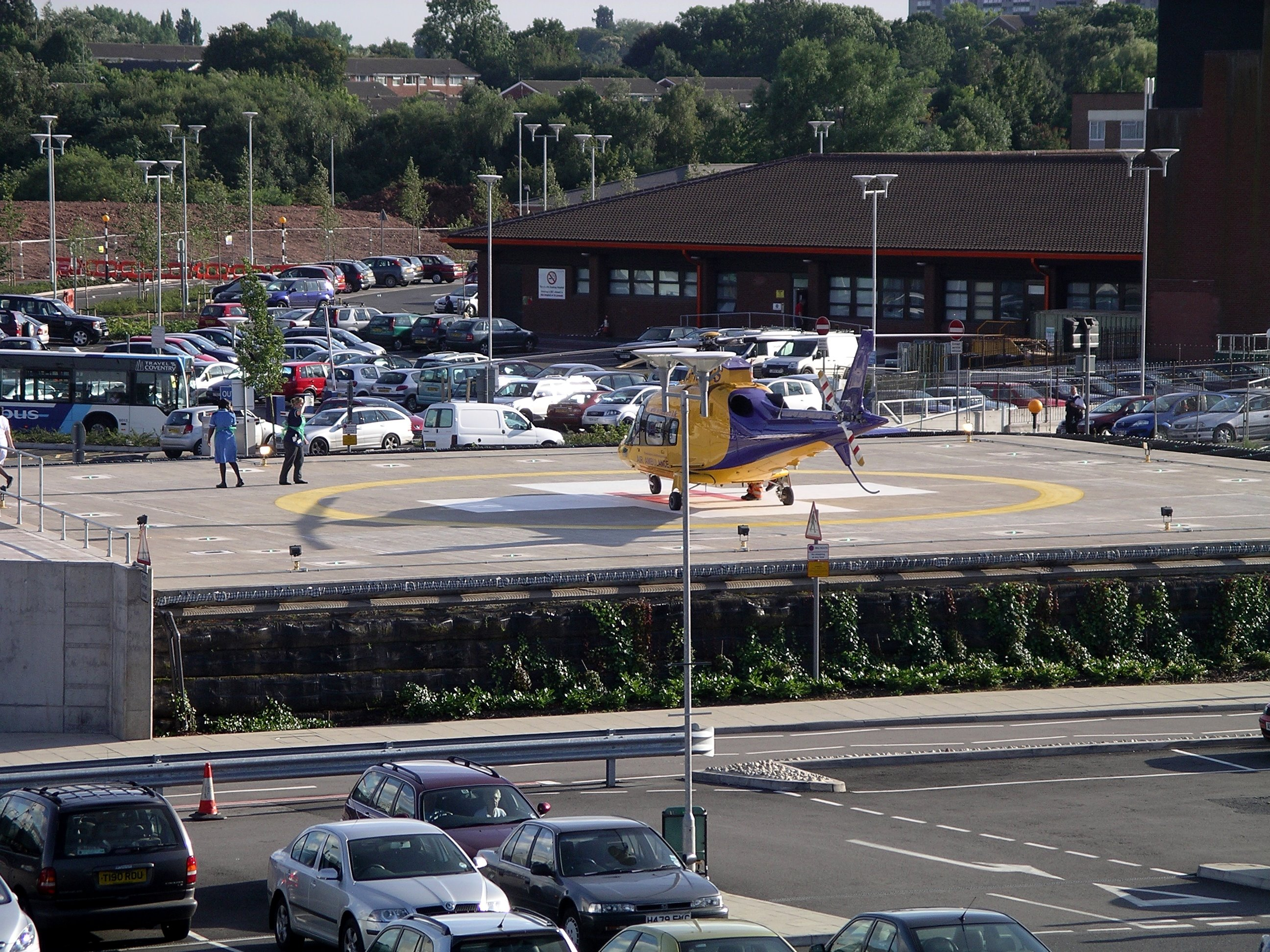
Elisuperficie alla University Hospital Coventry in Inghilterra
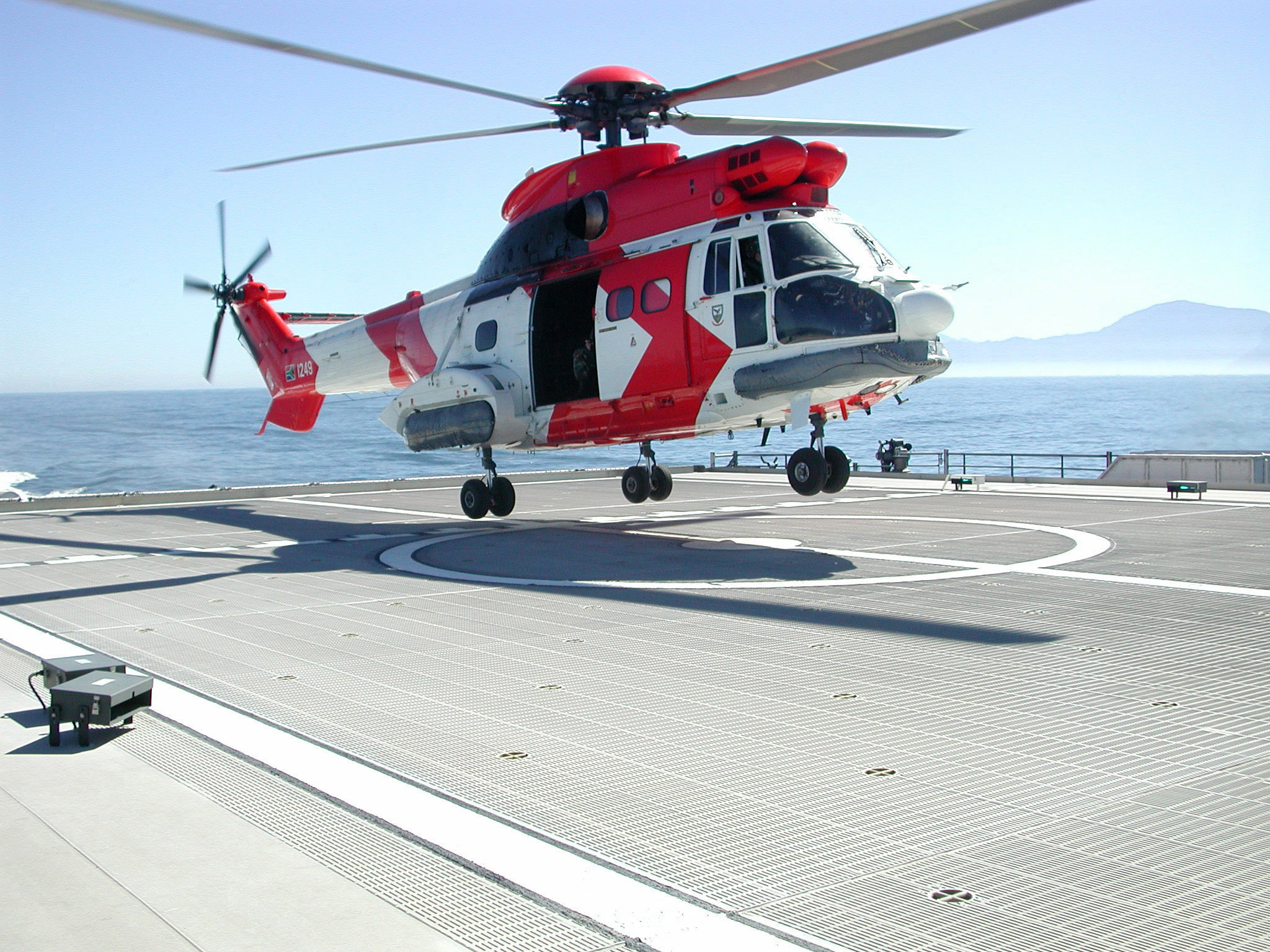
Un elicottero su un helideck della HSV-2 Swift
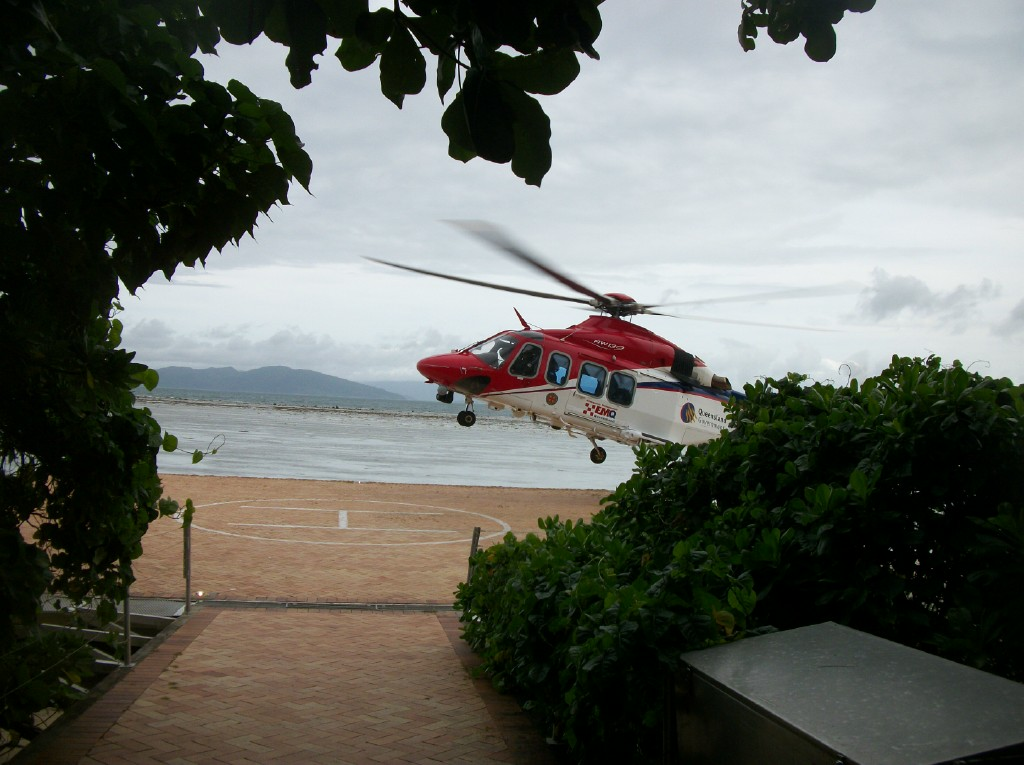
Green Island (Queensland), elisuperficie sulla Grande barriera corallina, in Australia
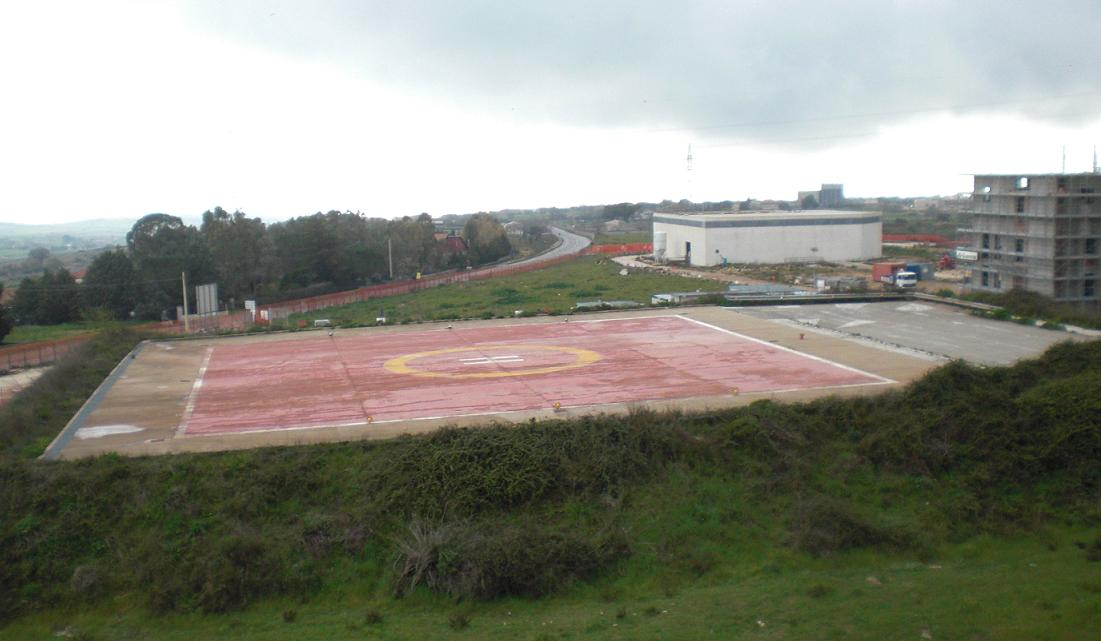
Elisuperficie dell'ospedale Maria Paternò Arezzo a Ragusa
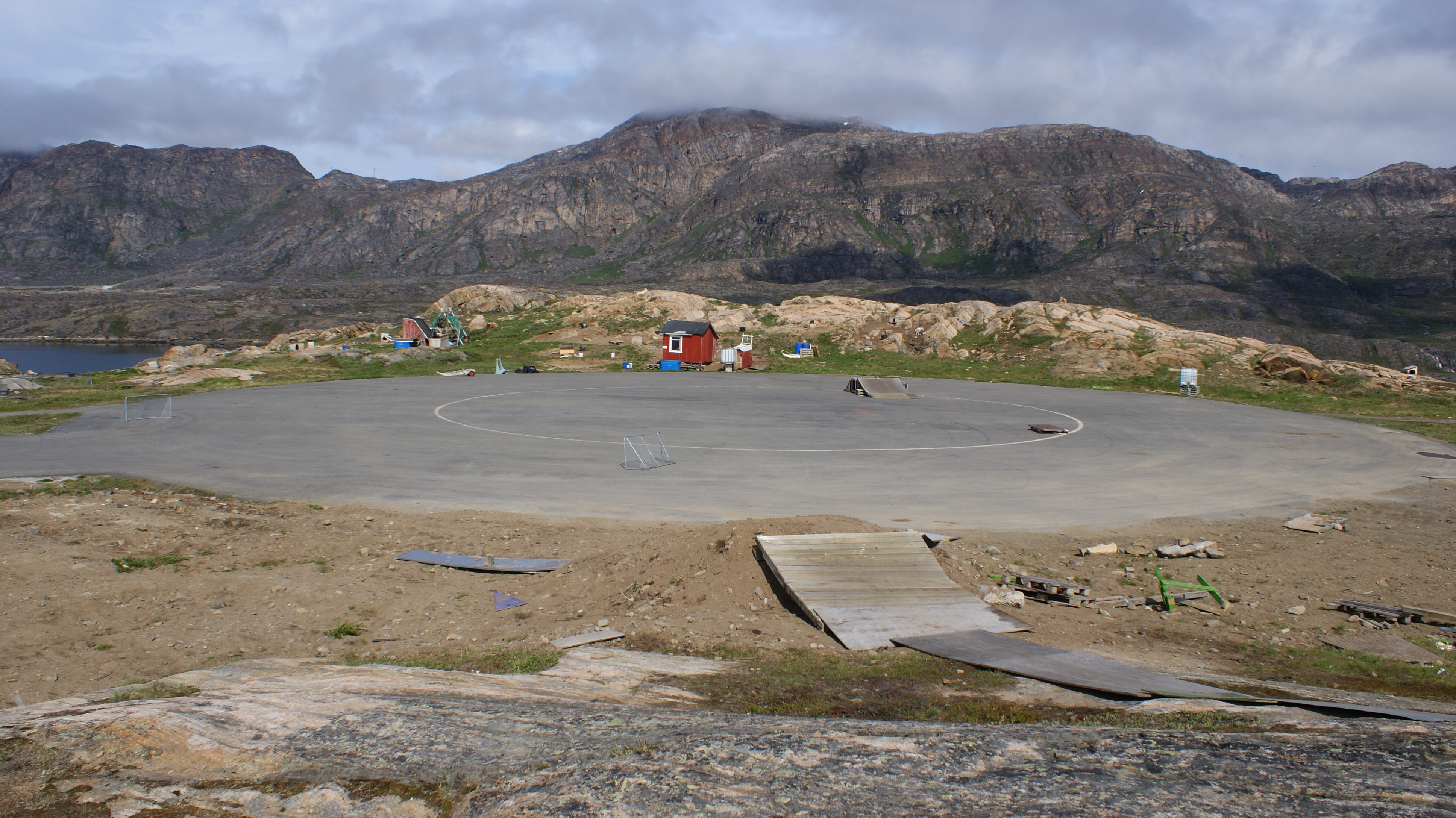
Elisuperficie dell'eliporto di Sisimiut, in Groenlandia